# Giuseppe Palombini

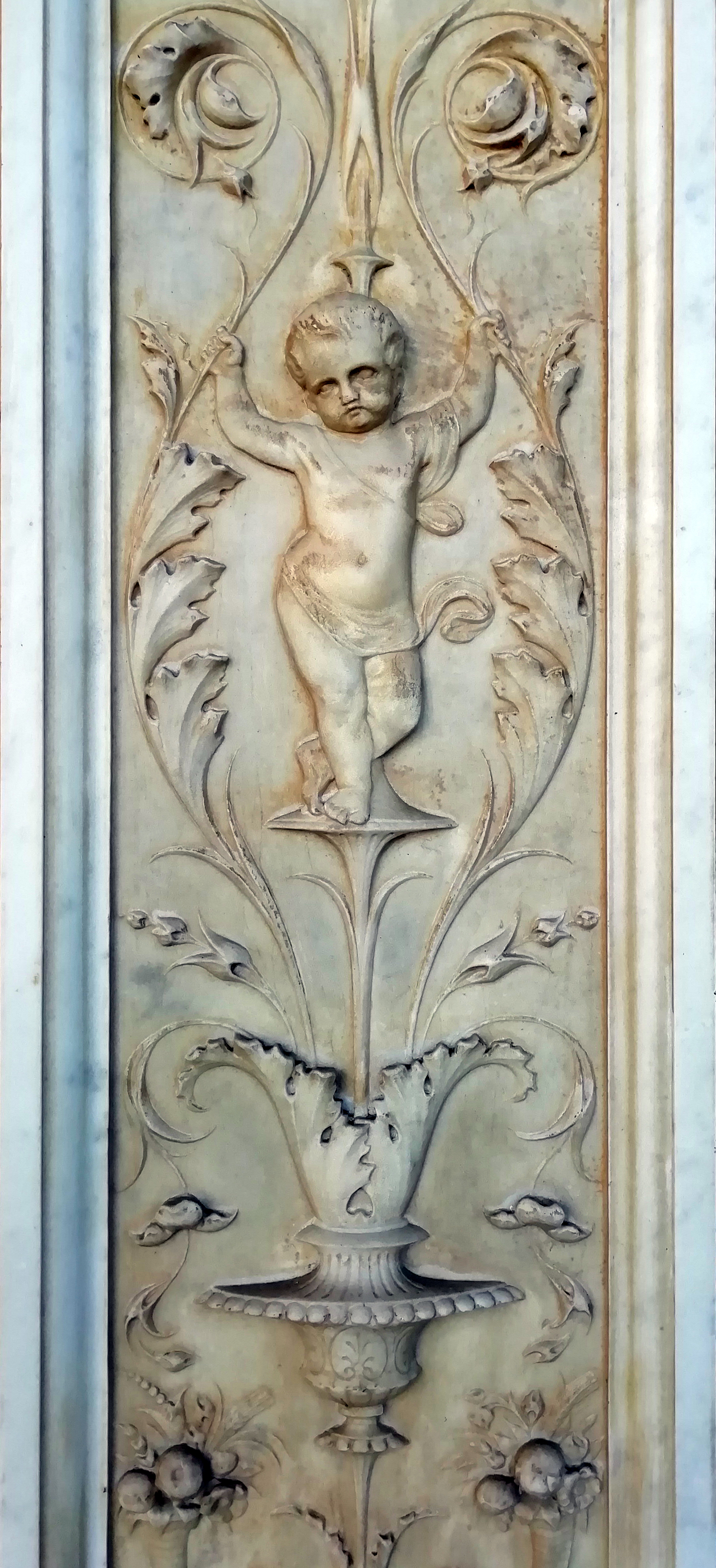
Dettaglio del Monumento a Teodoro Galitzin

Giuseppe Palombini (fl. XIX secolo) è stato uno scultore italiano specializzato nell'ornato, attivo a metà del XIX secolo e noto per le sue collaborazioni con l'architetto Antonio Cipolla.

## Biografia

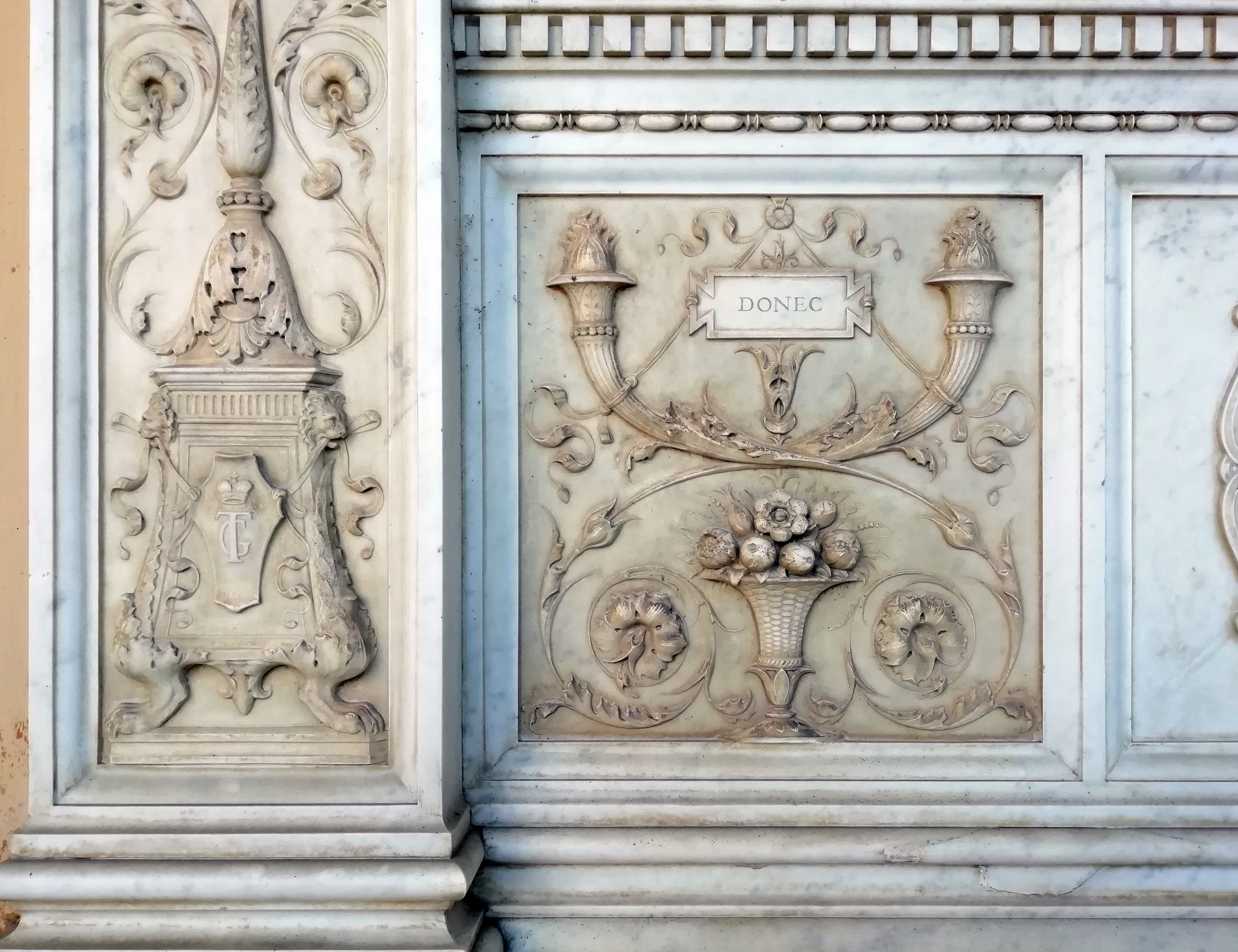
Dettaglio del Monumento a Teodoro Galitzin

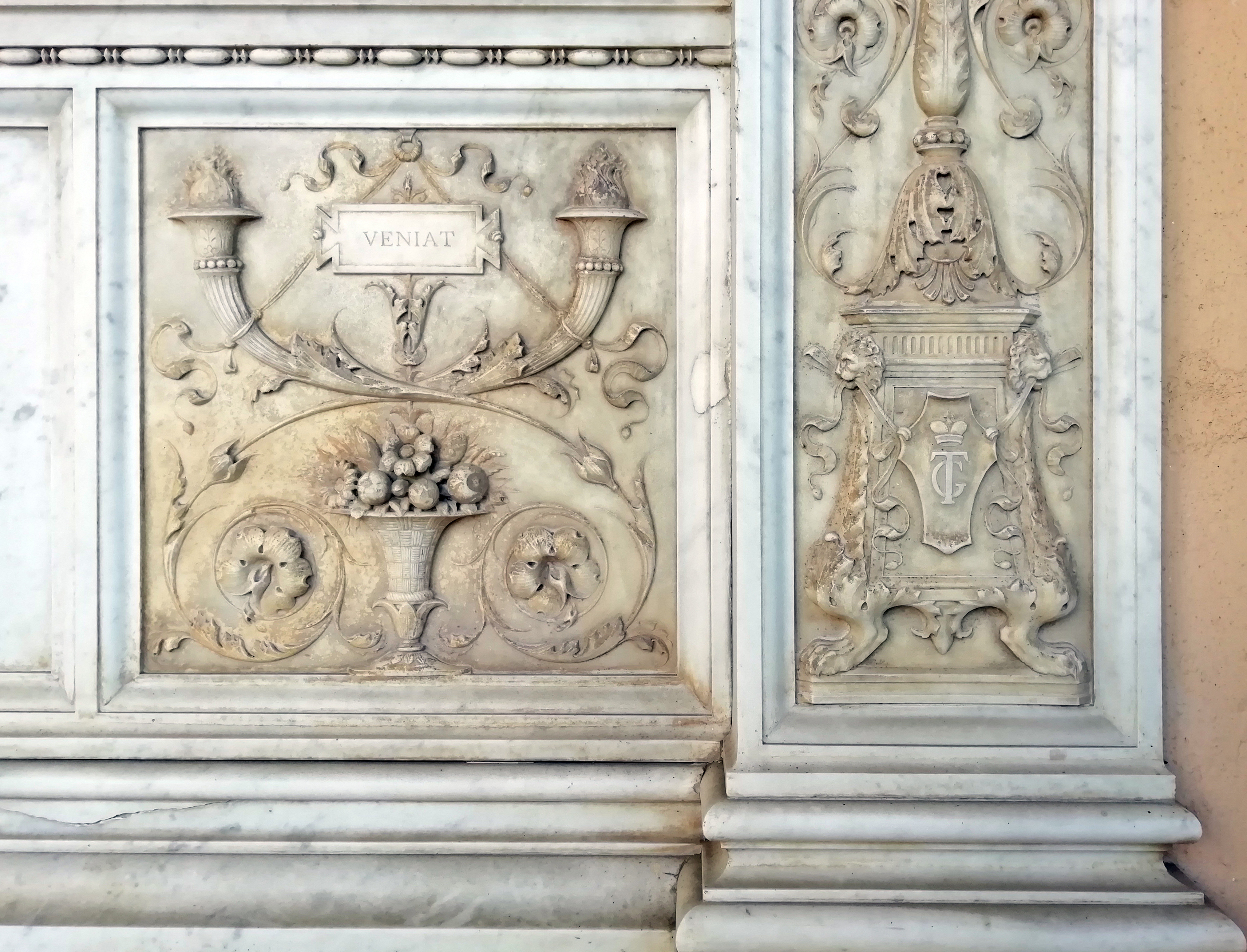
Dettaglio del Monumento a Teodoro Galitzin

Nonostante il rinnovato interesse per la scultura italiana di Otto e Novecento a partire dagli anni Novanta del secolo scorso come ricordato da Alfonso Panzetta, si hanno poche notizie sullo scultore Giuseppe Palombini, forse originario di Roma e talvolta segnalato dalle fonti come ornatista o intagliatore o ancora come intagliatore-scalpellino. Secondo Daniel Vifian Lopez che segue Nikolaus Pevsner, la tradizionale divisione tra Belle Arti ed Arti applicate, tra artisti e artigiani o maestranze, con la valorizzazione degli scultori che uscivano dalle accademie artistiche a discapito degli scultori decoratori, a volte di grandi capacità tecniche, creative e artistiche ma relegati a un ruolo di second'ordine o sminuiti al rango di semplici scalpellini esecutori, ha probabilmente avuto un'influenza sulla attuale carenza di fonti. Un altro fattore possibile, sempre secondo Lopez, il fatto che Palombini si sia dedicato principalmente alla scultura funeraria, considerata un genere minore rispetto alla statuaria commemorativa pubblica. Il lavoro degli storici dell'arte è ancora in corso.
Non è noto dove e con chi Giuseppe Palombini si sia formato.
Nel gennaio 1849, è tra i signatari dell'appello della nuova "Corporazione degli scultori" romana come membro della Commissione. L'appello, pubblicato sul Monitore romano del 28 febbraio, spiega che la Corporazione, costituitasi in un periodo in cui «gli sconvolgimenti politici e la guerra direttamente colpiscono le Arti belle», ha lo scopo di «provvedere di lavoro tutti coloro che ne mancano, di soccorrere quelli malati od inabili, di abbattere il Monopolio e la Ciarlataneria dell'Arte, di somministrare i mezzi al vero merito perché possa emergere, d'incoraggiare l'ingegno onde sviluppi con tutta la forza di cui Dio lo forniva.»
Nel 1850 o nel 1853-55, secondo Manuel Atanasio Fuentes ripreso da Daniel Vifian Lopez Palombini esegue la decorazione del basamento della Statua commemorativa di Cristoforo Colombo a Lima. Lopez segnala che tale basamento presenta numerose analogie con il Monumento a Cristoforo Colombo di Genova progettato dall'architetto-scenografo Michele Canzio. Sulla base di un'analisi formale e stilistica che segue una metodologia comparativa sincronica, Lopez sostiene che Canzio sia anche il progettista della scultura di Lima, e che abbia quindi dato le indicazioni a Palombini per gli ornati.
Le fonti attestano lo scultore come attivo a Roma tra il 1855 e il 1870.
All'inizio degli anni cinquanta dell'Ottocento l'architetto trentenne Antonio Cipolla lo sceglie come collaboratore per il suo primo lavoro romano, la ristrutturazione della Chiesa dello Spirito Santo dei Napoletani, di cui cura il rifacimento della facciata, l'ampliamento della chiesa, e la decorazione degli interni tra il 1852 e il 1863. Con Cipolla, che in seguito avrà varie commesse a Roma, Firenze, Bologna e Imola, Palombini stringe un sodalizio professionale che nel corso del tempo darà risultati apprezzati e riconosciuti.
Nel 1856 decora con motivi neorinascimentali il Monumento funebre di Giacomo Biondi a Fiano Romano.
Nel 1858, per la realizzazione della tomba superiore del monumento Felici conservato a Norma Palombini si ispira al monumento realizzato da Andrea Bregno all'Aracoeli.
A Bologna, Giuseppe Palombini lavora ancora su progetto di Antonio Cipolla, che da Roma affida i suoi progetti a noti scultori quali Antonio Rossetti, Giovanni Battista Lombardi, Giovanni Strazza e Pietro Tenerani con i quali Palombini collabora. Nella sua bottega bolognese riceve le opere scolpite su cui realizza la parte ornamentale («opera di quadro e d'intaglio»). Dei monumenti funebri su cui interviene Palombini, conservati nel Chiostro Terzo del cimitero monumentale, si segnalano ben tre dei capolavori della Certosa, in tutto una cinquantina sulle oltre 6000 opere d'interesse storico artistico presenti: il Monumento a Teodoro Galitzin del 1851 («tutta grazia e vaghezze di ornamenti sansovineschi»), il Monumento a Michele Galitzin del 1861, restaurato nel 2010 e il Monumento a Pietro Magenta del 1863.
Nel 1868 collabora con l'architetto Raffaele Francisi, scolpendo il monumento a monsignor F. Vici di Melignano nella cappella dell'Assunta della Basilica dei Santi Giovanni e Paolo.
Del 1869 il monumento funebre Bonelli, ad Ariccia.
Tra il 1867 e il 1870, Palombini affianca di nuovo l'architetto Cipolla, chiamato a progettare la cappella di San Francesco di Paola durante il rifacimento della Chiesa romana della Maddalena. Il Monumento ad Agostino Rem Picci scolpito da Palombini nel 1868 suscita l'entusiasmo di un commentatore dell'epoca per il «leggiadro monumento» e per il «valentissimo scultore d'ornato» e sancisce che l'architetto e lo scultore siano «oggimai fatti nell'arte sì chiari da render soverchia per loro ogni parola di lode». Il motivo dei due putti che sorreggono il medaglione del monumento Rem Picci è ripreso dal monumento al prefetto Magenta in Certosa a Bologna.
Nel 1870 per il Cimitero del Verano scolpisce con Luigi Fontana il Monumento a Segre Melzi, già Gendre su disegno di Augusto Innocenti e tra il 1870 e il 1873 esegue il Monumento a Natale de Cupis, su progetto dell'architetto Giuseppe Salvati (?-1904).
Nel 1879 lo scultore d'ornato partecipa ai restauri della Chiesa di San Giacomo degli Spagnuoli a Roma collaborando con Luca Carimini.
Nel 1880 si trova ancora traccia di Giuseppe Palombini, chiamato in occasione del restauro della chiesa di San Giovanni in Zoccoli a Viterbo, durante il quale «sia la facciata, sia parte dell'abside, sia le pareti interne ed il nuovo tabernacolo furono trattati [...] con una patinatura a vecchio» messa a punto da Palombini.

## Opere
- Monumento funebre di Giacomo Biondi, Fiano Romano[14]
- Cappella di San Francesco di Paola, Roma
  - Monumento funebre di Agostino Rem Picci[29]
  - Monumento funebre di Antonia Grappelli[36]
  - Altare di San Francesco di Paola[37]
- Monumento Bonelli, Ariccia[26]
- Tomba dei coniugi Felici, Norma[15]
- Monumento a Natale de Cupis, Roma[33]
- Alla Certosa di Bologna:
  - Monumento Magenta
  - Monumento a Teodoro Galitzin
  - Monumento a Michele Galitzin
- Monumento a Cristoforo Colombo.

## Galleria d'immagini

Monumenti ornati da Giuseppe Palombini
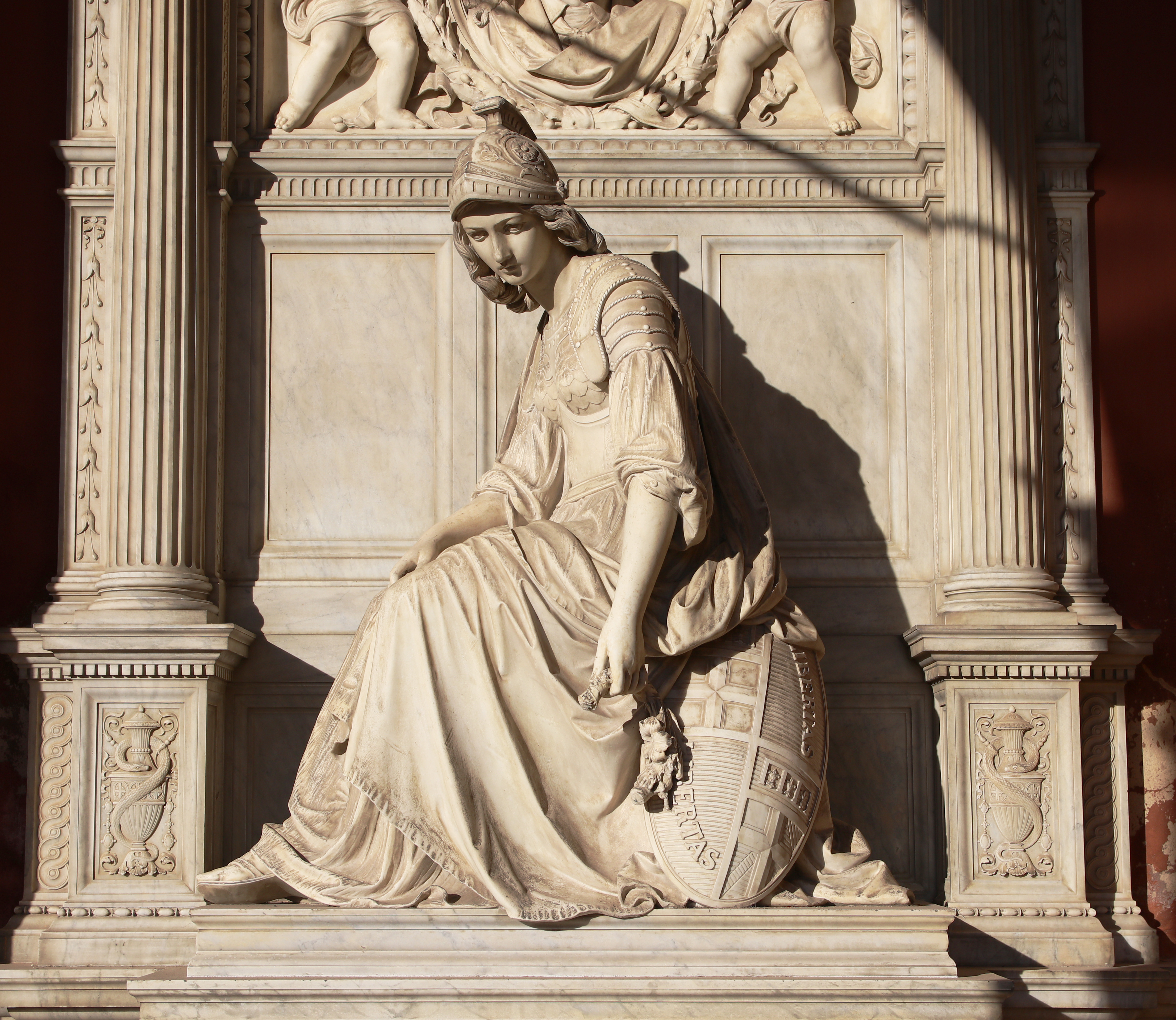
Dettaglio del monumento Magenta. A fianco della statua di Felsina desolata si nota il raffinato ornato con il simbolo del serpente.Monumento del principe Teodoro Galitzin - Certosa di Bologna 2.jpg
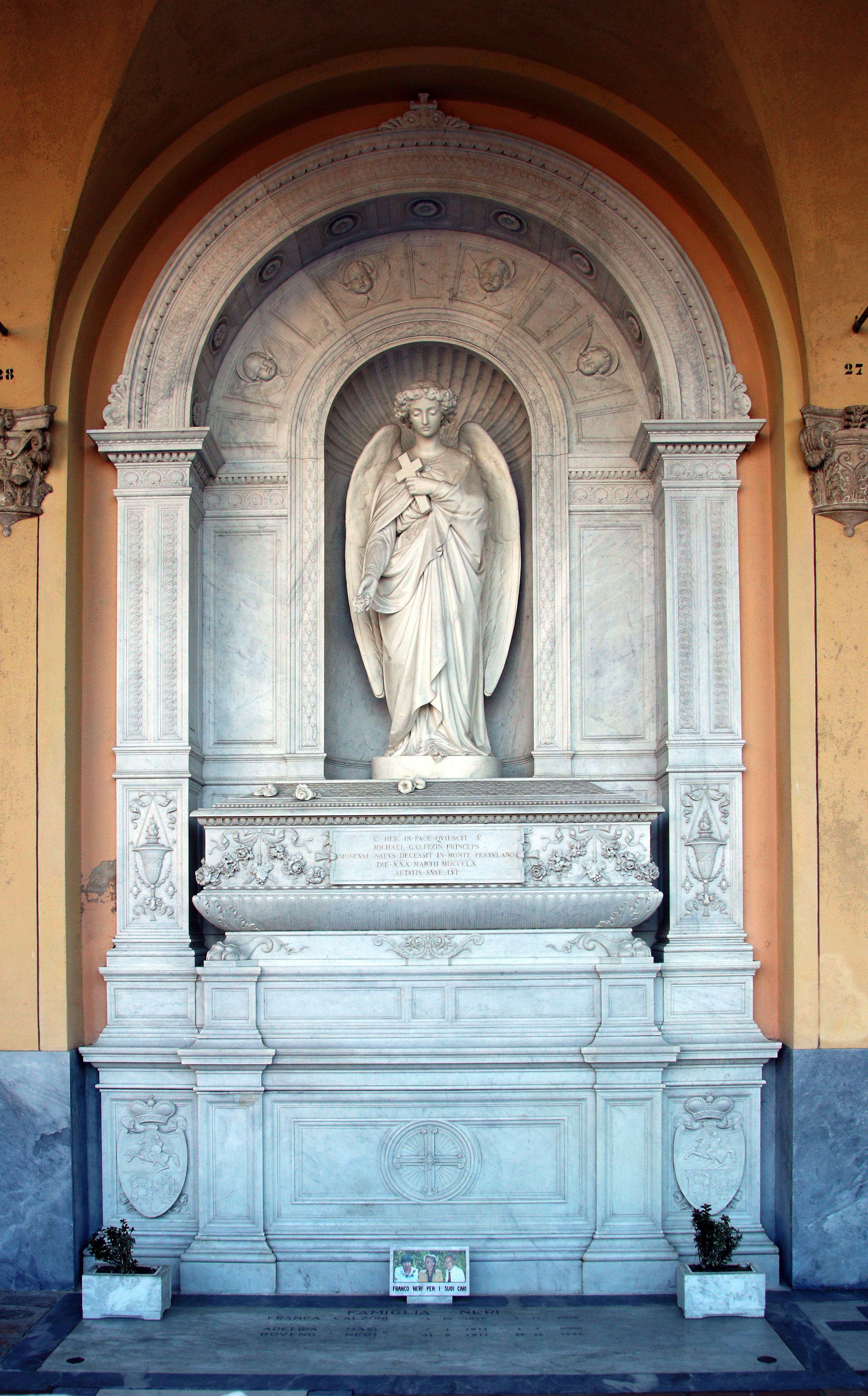
Monumento a Michele Galitzin
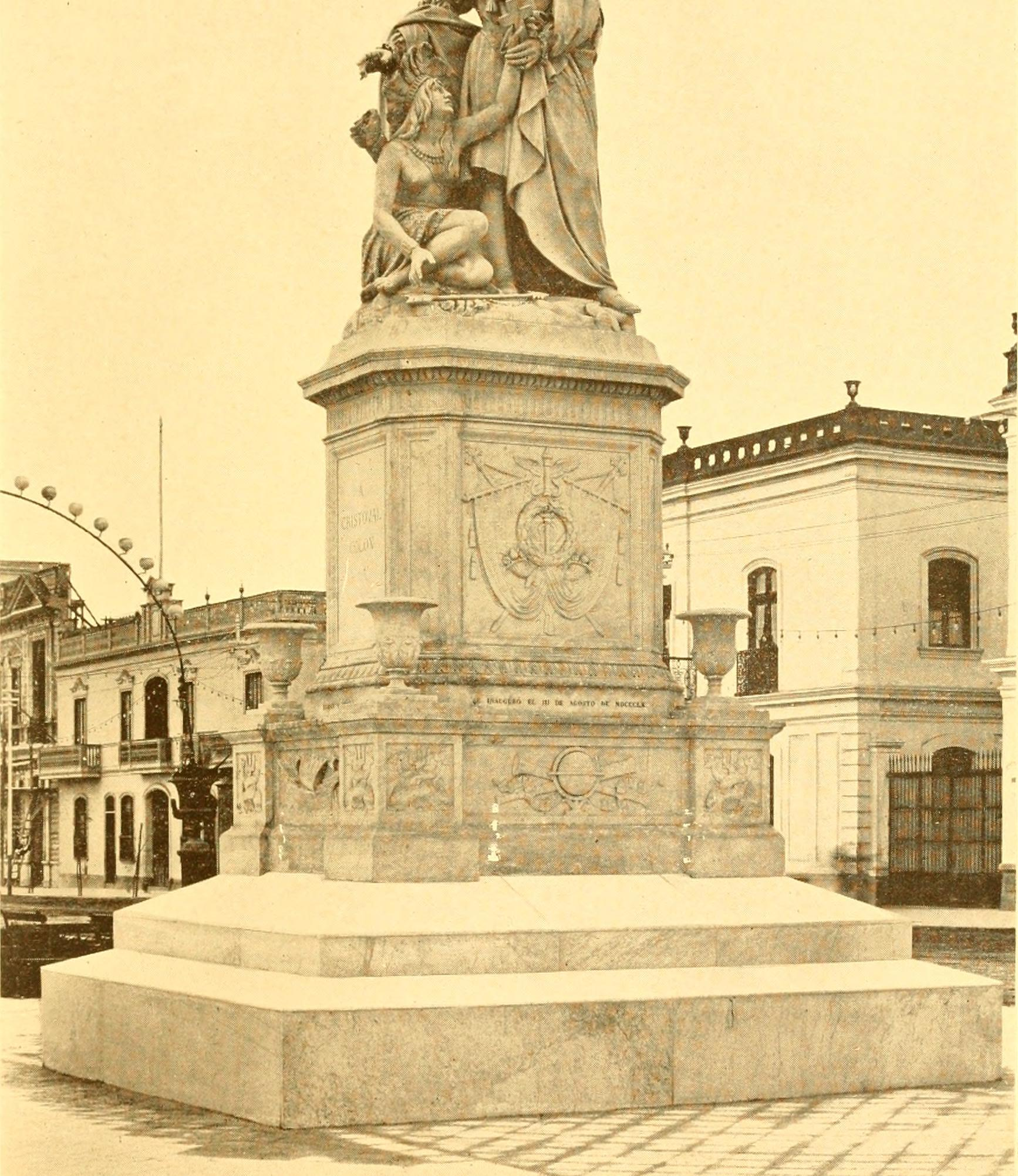
Il basamento del Monumento a Cristoforo Colombo